# 松阪市立松尾小学校
松阪市立松尾小学校（まつさかしりつ まつおしょうがっこう）は三重県松阪市の市立小学校。

## 校区
大足町、藤之木町、阿形町、立野町、丹生寺町、岡本町、西野町、岡山町、平成町

## 児童数
2009年5月1日現在の児童数は454人。